# Campeonato de Francia de Rugby 15 1972-73
El Campeonato de Francia de Rugby 15 1972-73 fue la 74.ª edición del Campeonato francés de rugby.
El campeón del torneo fue el equipo de Stadoceste quienes obtuvieron su segundo campeonato.

## Desarrollo

### Segunda Fase
| - Béziers - Montferrand - Stade Bagnérais - Lourdes - Auch - Montauban - Chalon - Avenir Aturin - Brive - Valence - Graulhet - La Rochelle - Mont-de-Marsan - Mauléon - Bergerac - Olympique Besançon | - Touloun - La Voulte - US Bressane - Boucau - Saint-Jean-de-Luz - Tulle - Chambéry - Limoges - Narbonne - Biarritz - Castres - Bègles - Oloron - Saint-Claude - Gaillac - SA Bordeaux-Mérignac |

| - Agen - Grenoble - Saint-Girons - Dijon - Lyon OU - Rodez - Tyrosse - Romans | - Dax - Aurillac - Stadoceste - Racing - UA MImizan - Montchanin - Condom - Poitiers |

| - Perpignan - Lavelanet - Bayonne - Pau - RRC Nice - Marmande - Quillan - Soustons | - Stade Beaumontois - Avignon Saint-Saturnin - Toulouse - Vichy - Fumel Libos - Carmaux - Périgueux - Cognac |

### Dieciseisavos de final
| 1973 | Stade Bagnérais | 20 - 10 | Saint-Girons |  |  |

| 1973 | Perpignan | 10 - 6 | Aurillac |  |  |

| 1973 | Graulhet | 12 - 4 | Grenoble |  |  |

| 1973 | Agen | 16 - 6 | Dijon |  |  |

| 1973 | Stadoceste | 7 - 3 | Racing |  |  |

| 1973 | Narbonne | 16 - 9 | US Bressane |  |  |

| 1973 | Toulon | 19 - 10 | Lavelanet |  |  |

| 1973 | La Voulte | 10 - 0 | Castres |  |  |

| 1973 | Brive | 28 - 6 | Lourdes |  |  |

| 1973 | Montferrand | 29 - 7 | Pau |  |  |

| 1973 | Dax | 16 - 14 | Vichy |  |  |

| 1973 | Valence | 9 - 6 | Boucau |  |  |

| 1973 | Béziers | 26 - 8 | Bègles |  |  |

| 1973 | Toulouse | 30 - 19 | Biarritz |  |  |

| 1973 | Bayonne | 15 - 4 | Avignon Saint-Saturnin |  |  |

| 1973 | Stade Beaumontois | 11 - 6 | La Rochelle |  |  |

### Octavos de final
| 1973 | Perpignan | 19 - 9 | Stade Bagnérais |  |  |

| 1973 | Graulhet | 12 - 7 | Agen |  |  |

| 1973 | Stadoceste | 12 - 11 | Narbonne |  |  |

| 1973 | La Voulte | 14 - 7 | Toulon |  |  |

| 1973 | Brive | 18 - 9 | Montferrand |  |  |

| 1973 | Dax | 34 - 12 | Valence |  |  |

| 1973 | Béziers | 21 - 12 | Toulouse |  |  |

| 1973 | Bayonne | 16 - 15 | Stade Beaumontois |  |  |

### Cuartos de final
| 1973 | Perpignan | 10 - 3 | Graulhet |  |  |

| 1973 | Stadoceste | 15 - 3 | La Voulte |  |  |

| 1973 | Dax | 16 - 10 | Brive |  |  |

| 1973 | Béziers | 28 - 12 | Bayonne |  |  |

### Semifinal
| 1973 | Stadoceste | 6 - 0 | Brive |  |  |

| 1973 | Dax | 23 - 3 | Béziers |  |  |

### Final
| 20 de mayo de 1973 | Stadoceste | 18 - 12 | US Dax | Stade de Toulouse, Toulouse |  |
|                    |            | Reporte |        |                             |  |

| Bandera de Francia |
| Campeón Stadoceste |
| Segundo título     |